# سن ژنه بازیگر و شهید
سن ژنهٔ بازیگر و شهید (به فرانسوی: Saint Genet, comédien et martyr) مقاله‌ای از ژان پل سارتر است درباره ژان ژنه که در سالِ ۱۹۵۲ منتشر شد.

## نقل قول
سارتر درباره دفتر خاطرات دزد ژان ژنه می نویسد که این نویسنده «از زندگی، بدبختی، شکوه و عشقش می گوید ; او تاریخ افکار خود را می نویسد، می توان باور کرد که او نیز مانند مونتن ، پروژه خوش اخلاق و آشنای نقاشی خود را دارد. اما ژنه هرگز حتی با خودش هم آشنا نیست. البته او همه چیز را می گوید. تمام حقیقت ، چیزی جز حقیقت : این حقیقت مقدس است. زندگی نامه او یک زندگی نامه نیست، فقط ظاهر یکی را دارد : کیهان‌شناسی مقدس است».